# Elsword
Elsword (en japonés: エルソード erusōdo, en coreano: 엘소드), es un videojuego de género MMORPG con modalidad free-to-play desarrollado por la compañía surcoreana KOG Studios y publicado a finales de 2007. Originalmente fue distribuido por Nexon Corporation en Corea del Sur, posteriormente comenzó a distribuirse en el resto del mundo por distintas compañías.
Elsword tiene servidores en Corea del Sur, Norteamérica, Taiwán, Japón, Hong Kong, Europa (Alemania, España, Francia, Italia, Polonia y Reino Unido), China,  y América Latina. Los servidores cerrados; Tailandia, Indonesia del 2 de diciembre de 2015 e India del 31 de enero de 2016 por Migración Norteaméricana e Internacional.

## Sistema de juego
Este videojuego combina elementos del género RPG, plataformas y hack & slash en un entorno 2.5D en el que al jugador le asignan misiones que deben de completarse pasando distintos niveles con un personaje creado con anterioridad, los cuales se encuentran divididos en zonas o regiones con una temática en particular. Los niveles pueden ser completados individualmente o en un grupo menor a 4 jugadores.
Además, cuenta con un modo arena, en donde participan hasta 8 jugadores, ya sean individuales, en equipos o por sobrevivencia. En caso de batallas por equipos, se puede optar por 2 vs 2, 3 vs 3 y 4 vs 4. En servidores coreanos, la opción 2 vs 2 fue eliminada debido a baja popularidad. Los servidores norteamericanos y europeos eliminaron temporalmente la opción 2 vs 2, pero debido a alta popularidad, esta opción fue reinstalada.

## Argumento
La trama de Elsword ocurre en el mundo ficticio llamado Elios, el cual es dotado de vida a través del poder de una gema conocida como Éldrit. Cuando dicha gema es robada, Elsword y sus aliados se adentran en una aventura para recuperarla y capturar a los ladrones. En el camino, nuevos aliados se van uniendo al grupo. Mientras que la trama principal ocurre dentro de las 9 ciudades que conforman el mundo. Cada ciudad cuenta con múltiples subtramas que se revelaran a medida que los jugadores completen las misiones de dicha ciudad.

## Personajes

### Elsword
Elsword es un joven espadachín ambicioso pero impulsivo, entrenado por la líder de los Caballeros Rojos, su hermana Elesis. Elesis dejó a su hermano pequeño para dirigir una misión de la que nunca volvió. Elsword empieza una búsqueda por el continente por dos motivos; Los cristales del Eldrit robados, las gemas preciadas que da poder a Elios, y a su hermana desaparecida, Elesis.

### Aisha
Una joven maga que vivía con su abuelo. Este último fue el que le enseño la magia y a temprana edad le dio el título de maga. Un día Aisha encontró un anillo, y al ponérselo, este le succionó su poder. Aisha empezó su viaje en busca de conocimiento y poder para recuperar su vieja magia.

### Rena
Es una elfa que fue mandada a recuperar el fragmento de éldrit, como todos los elfos ella tiene la capacidad de sentir el fragmento de El. Su misión es recuperarlo ya que si este desapareciera, ella y todos los elfos morirían. Mientras escuchaba a quienes habían robado el EL sintió a Elsword y Aisha peleando, deteniendo su discusión mientras que los bandidos escapan, después de esto decide ir junto a Elsword.

### Raven
Antes era el jefe de la banda de los cuervos, pero fue traicionado y capturado por los celos de su mejor amigo. Los amigos y la prometida de Raven fueron a rescatarlo, en el momento de escapar todos fueron asesinados y Raven quedó gravemente herido. Rey nasod rescató a Raven y le implantó partes nasod para que sobreviviera, junto a un chip para poder controlarlo. En una pelea contra Elsword este chip se destruye y Raven decide ayudar a su salvador, Sin dejar de lado su propósito principal.

### Eve
Eve la Reina de los nasod, Eve y su especie vivian en tranquilidad hasta que un Día por las causas de que el El explotara Eve quedó en un estado de invernacion haciendo que toda su especie se  extinguiera quedando solo ella como  la única nasod en el mundo de Elios,Eve para poder recuperar a su especie quiere ocupar un fragmento de El haciendo que ella cayera en un profundo sueño,hasta que bastante más tarde elsword se encontrara con ella y despertare ahora Eve como la Reina nasod su misión es poder recuperar a su especie y poder vivir en paz como los viejos tiempos.

### Chung
Es un joven artillero de Hamel, ubicada esa ciudad en Fluone, fue encontrado malherido en el campo de batalla por Elsword y los demás, se une al grupo de Elsword para encontrar a su padre, quien fue manipulado por los demonios para volverse en contra de sus tropas en medio de la batalla y desapareció cuando Chung despertó. Es especialista en el manejo de su cañón (Destructor) y depende del camino que se tome en el juego se decide si ataca a distancia con revolvers (Heraldo Mortal), Distancia (Cañonero Comando), o cuerpo a cuerpo (Paladin Adamantino)

### Ara Haan
"Soy Ara miembro de la familia Haan". 
Ara es hija de la honorable familia de guerreros Haan que ha ido protegiendo el poder de la zorro de nueve colas Eun, un día los demonios atacaron el pueblo de Ara y destruyeron todo a su paso incluyendo su familia, dejándola como la única sobreviviente de la familia Haan. Mientras estaba inconsciente de tanto luchar, cayó en un agujero donde encontró una pequeña aguja de cabello que traía a Eun adentro. Su hermano Aren fue transformado en Demonio y renombrado como Ran. Ara recibió los poderes de Eun,que le permite transformarse en una chica zorro de nueve colas, el cual este poder le otorgan critico,velocidad y curación . Ara ha estado en búsqueda de su hermano, desde ese entonces, se unió al grupo de los buscadores de El en Sander (Areha en la versión de España).

### Elesis
Elesis es una de los miembros más fuertes de los caballeros mercenarios Rojos pues ella fue solicitada para la misión del Gran El abandonando a su Hermano menor .

### Add
"Emmm... puedes llamarme Add. cuando mis dinamos me acompañan, nada es imposible".
Add es el descendiente de una familia que investigaba Nasods pero toda su familia fue exterminada tras ser descubierta investigando secretos prohibidos de los Nasods. Add fue vendido como un esclavo y un día cuando intentaba escapar recibió un tiro y cayó en una grieta en el espacio tiempo, cuando despertó se encontraba en una antigua biblioteca en donde quedó atrapado. Aunque no había nadie en la biblioteca ahí había comida y agua, y además estaba repleta de libros sobre Nasods antiguos. Add se dedicó a leer esos libros mientras esperaba poder salir de ahí, con todo ese conocimiento Add inventó el dinamo nasod con las partes de Nasod rotas que encontró allí. Con el poder de los dinamos nasod Add logró escapar de aquel lugar, pero el aislamiento lo volvió loco y se obsesionó con encontrar códigos nasod, Especialmente el código reina de eve.

### Lu/Ciel
"Me llamo Ciel, mi existencia esta ligada a la de Lu, somos 2 y sin embargo 1".
Lu siendo despojada de sus poderes por los demás demonios, utiliza sus últimas fuerzas para liberarse de las cadenas con las que la habían encerrado, después de tal uso de mana su apariencia se volvió joven. Fue encontrada por Ciel. quien la ayudó y se volvió su ciervo que la apoya en sus batallas.

### Rose
Una miembro del "Majestic Garden" que protege la ciudad real del Cielo. Su verdadero nombre es Anna Testarosa pero su nombre en clave es Rose, el cual solo se concede a los más fuertes del "Majestic Garden". Para acabar con los enemigos que atacaron el Cielo, Rose recibió la misión de investigar otra dimensión, Elios.
Personaje de Elsword x Dungeon Fighter Online collaboration.

### Ain
"No nos conocemos, ¿verdad? Soy Ain Chase Ishmael; llámame Ain. Fui creado con el poder de la diosa Ishmael (la antigua dama de EL)". Después de la explosión de la antigua capital de Elios, Elrianode. Ain queda rondado por el espacio-tiempo, luego de un largo tiempo en la deriva Ain siente una pequeña señal de Eldrit que lo lleva 300 años después a ruben donde sintió la señal, para su sorpresa, oculto observa a elsword usando el poder de la resonancia al estar luchando con Berthe. Ain usa un péndulo el cual canaliza sus poderes en magia de rotación y de creación. además cuando entra en su modo despertar entra en un modo "Angel" lo cual cambia su apariencia, otorgándole una corona y Alas cada vez que reactiva su modo despertar. este modo es diferente en cada cambio de clase.

## Medios relacionados

### Manhwa
Existe una serie de manhwa basada en el videojuego llamada ElType, publicada por Haksan Culture Company. Las revistas son creadas por KOG Studios, los creadores de Elsword. Estas involucran una historia principal en cada revista con pequeñas tiras cómicas en el comienzo y en el fin. Luego de que los primeros volúmenes fueron lanzados, la serie entró en un hiato debido a la destitución del artista principal de Elsword. Posteriormente, KOG creó una serie corta de manhwas diferente de ElType, involucrando a Chung y su transformación en su segundo cambio de clase.

### Guía oficial
El 8 de octubre de 2010 se lanzó una guiá oficial en formato de libro sobre el videojuego, en la cual se detalla información sobre los personajes, niveles, misiones, clases, datos de enemigos, e información adicional.

### Webcómic
En 2014 se lanzó un webcómic de Elsword de estilo manga en Brasil, exclusivo para el sitio web.

## Relación con Grand Chase
Elsword fue originalmente un reinicio de Grand Chase, otro MMORPG creado por KOG Studios. Los dos juegos comparten varias similitudes, por ejemplo Aisha y Rena en un comienzo se llamaban Arme y Lire respectivamente, quienes eran algunos de los personajes principales de Grand Chase. Las características idénticas más obvias (como las nombradas anteriormente) se desecharon cuando Elsword salió de la fase beta y los dos juegos fueron distribuidos por diferentes compañías.